# Jim Beam

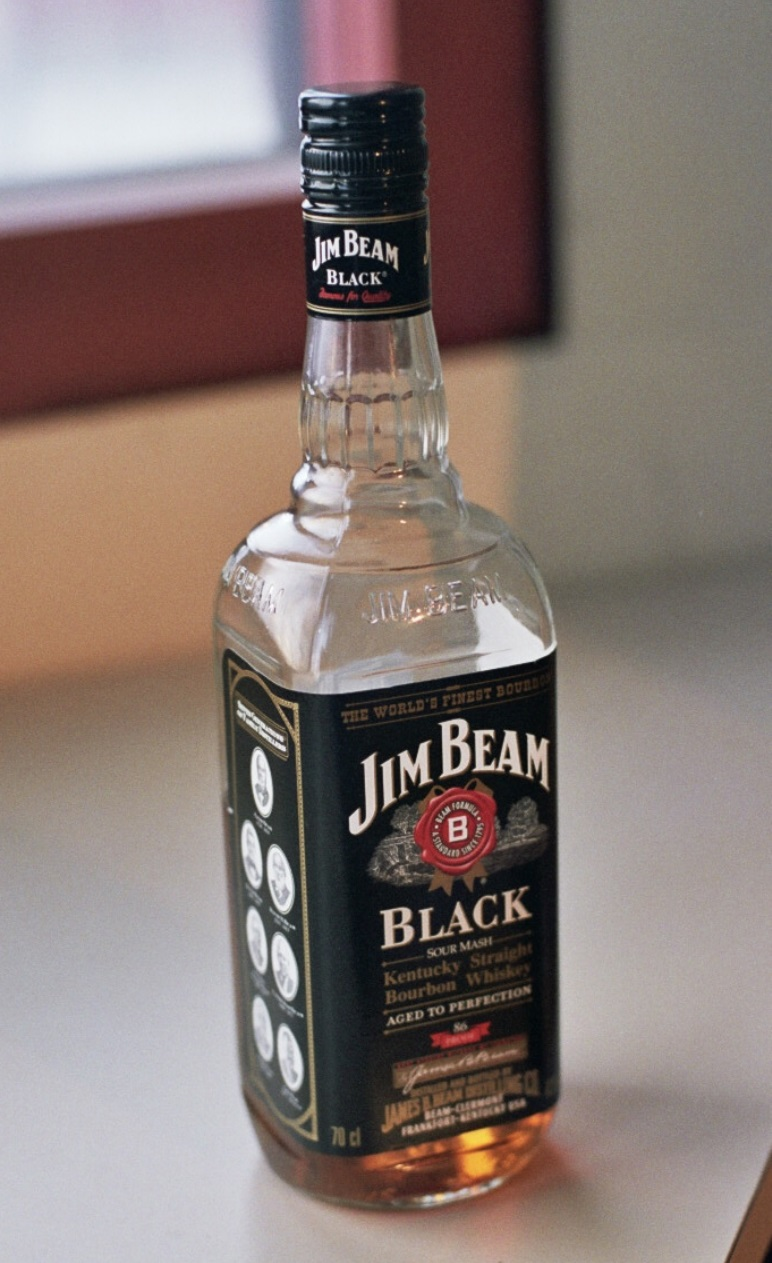
Jim Beam Black

Jim Beam (вимовляється: «джим бім)» — найбільш продаваний по всьому світу бренд бурбону. Jim Beam задовольняє вимогам, що пред'являються до бурбону: його сусло складається більш ніж на 51 % з кукурудзи, і він зберігається в нових обпалених бочках з дуба більше двох років.
Виготовляється в Клермонті (штат Кентуккі, США).
Під маркою Jim Beam продаються кілька сортів бурбону і віскі, а також деякі інші продукти харчування, які включають у себе бурбон як інгредієнт.
Виробництво бере свій початок на заводі, заснованому в 1795 році головою сімейства Джекобом Бімом (англ. Jacob Beam). Незважаючи на те, що і зараз сім'я Бім бере участь у виробництві, бурбон Jim Beam належить компанії Beam Global Spirits & Wine, яка в свою чергу є дочірньою компанією Fortune Brands. Бренд названий на честь Джеймса Б. Біма (англ. James B. Beam, 1864—1947), який керував заводом сім'ї з 1892 по 1944 рік.

## Винороби

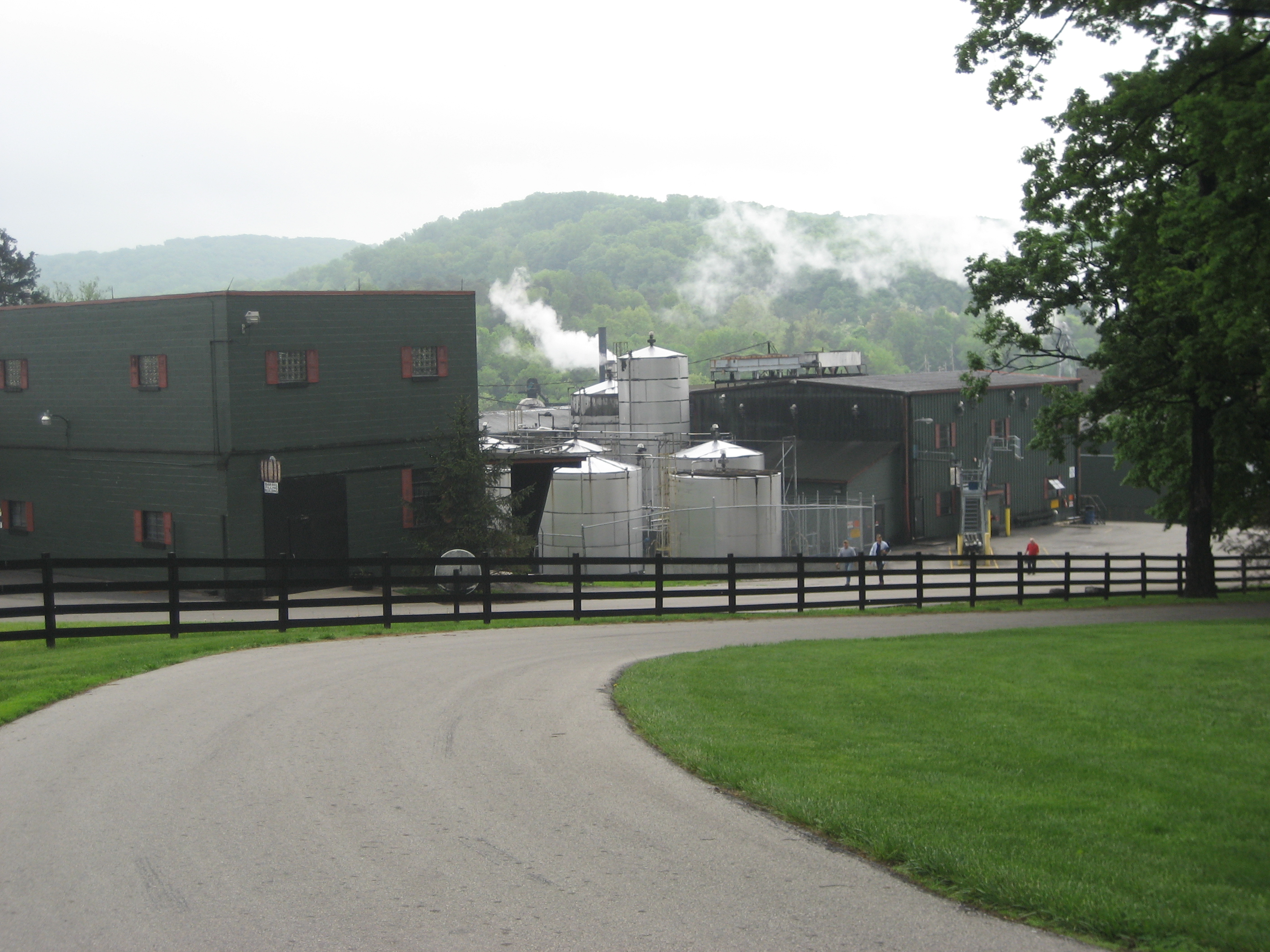
Завод з виробництва Jim Beam

7 поколінь виноробів було з родини Бім:
- Джекоб Бім (англ. Jacob Beam, 1760—1834)
- Девід Бім (англ. David Beam, 1802—1854), син Слейда Біма
- Девід М. Бім (англ. David M. Beam, 1833—1913), син Девіда Біма
- Джеймс Б. Бім (англ. James B. Beam, 1864—1947), син Девіда М. Біма
- Джеремі Бім (англ. T. Jeremiah Beam, 1899—1977)
- Букер Ное (англ. Booker Noe, 1929—2004)
- Фред Ное (англ. Fred Noe, нар. 1957)

Попередній головний винороб Джеррі Делтон (англ. Jerry Dalton), який обіймав посаду в 1998—2007 роках, був першим головним виноробом не з родини Бім. Його наступником став Фред Ное (англ. Fred Noe), праправнук Джима Біма.

## Сорти бурбону
Існує кілька сортів Jim Beam, також відомих як Beam:
- Jim Beam White label (витримка 4 роки, 40 % алкоголю).
- Jim Beam White label (витяг 7 років, 40 % алкоголю) — відрізняється написом «Premium Aged 7 Years Old» в верху етикетки.
- Jim Beam Green label (витримка 5 років, 40 % алкоголю).
- Jim Beam Black triple aged (витримка 6 років, 43 % алкоголю).
- Jim Beam Black label (витримка 8 років, 43 % алкоголю).
- Jim Beam Yellow label (витримка 4 роки, 40 % алкоголю).

Jim Beam також виробляє 5 видів високосортного бурбону обмеженими партіями:
- Knob Creek
- Basil Hayden
- Baker's
- Booker's
- Red Stag